# Deh Now-ye Bārez
Deh Now-ye Bārez (persiska: دِه نُوی بارِز) är en ort i Iran.   Den ligger i provinsen Chahar Mahal och Bakhtiari, i den centrala delen av landet, 500 km söder om huvudstaden Teheran. Deh Now-ye Bārez ligger 948 meter över havet och antalet invånare är 931.
Terrängen runt Deh Now-ye Bārez är bergig söderut, men norrut är den kuperad. Deh Now-ye Bārez ligger nere i en dal. Runt Deh Now-ye Bārez är det ganska glesbefolkat, med 39 invånare per kvadratkilometer. Deh Now-ye Bārez är det största samhället i trakten. Omgivningarna runt Deh Now-ye Bārez är i huvudsak ett öppet busklandskap.